# Melle Mel
Melle Mel, ou Grandmaster Melle Mel, de son vrai nom Melvin Glover, né le 15 mai 1962 dans le Bronx, New York, est un rappeur américain, et l'un des pionniers du hip-hop old-school, membre du groupe Grandmaster Flash and the Furious Five avec son frère Kidd Creole. Il est mieux connu sous le nom de Grandmaster Melle Mel et est actuellement, le leader des Furious Five.

## Biographie
Melvin Glover est le premier rappeur à s'autoproclamer MC (Master of Ceremonies). Les autres membres du groupe Furious Five incluent son frère The Kidd Creole (Nathaniel Glover), Scorpio (Eddie Morris), Rahiem (Guy Todd Williams) et Cowboy (Keith Wiggins). Membre du groupe, Cowboy crée le terme « hip-hop » avec un ami durant son séjour dans l'armée.
Grandmaster Flash and The Furious Five signent sur le label Enjoy Records du musicien Bobby Robinson, et publient Superrappin' en 1979. Ils signent ensuite sur le label Sugarhill Records et se popularisent grâce à des chansons comme Freedom et The Birthday Party. En 1982, leur chanson The Message est instantanément popularisée et classée dans le top 40 américain ; elle devient la première chanson de rap conscient. La chanson, largement diffusée à la radio au début des années 1980, mêle des éléments d'electro, de RnB et de dub. Mel enregistre entretemps des parties vocales sur une chanson instrumentale, The Jungle, de Duke Bootee. Certaines paroles de Mel dans The Message sont directement reprises de Superrappin'. The Message est certifié disque de platine et devient le premier single à atteindre l'United States National Archive of Historic Recordings, ainsi que le premier à obtenir un Grammy Hall of Fame Award.
Mel sera connu sous le nom de Grandmaster Melle Mel et comme le meneur du groupe Furious Five. Le groupe composera la chanson anti-drogue intitulée White Lines (Don't Do It).
En 1985, Melle Mel rencontre Quincy Jones aux Grammys, et ils collaboreent ensemble sur l'album Back on the Block. Mel figure dans la chanson Back on the Block, qui lui vaut le « Grammy Award de la meilleure performance rap par un duo ou un groupe » en 1991. Il remporte un Grammy supplémentaire pour le « meilleur album de spoken word » en 2002 pour ses contributions dans Q: The Autobiography of Quincy Jones. 1997 le voit signer sur Straight Game Records et sortir Right Now avec Mr. Ness/Scorpio.
Le 23 janvier 2007, Mel publie son tout premier album solo, Muscles. Le premier single, et vidéoclip, s'intitule M3 – The New Message. Il publie également un livre pour enfants, The Portal in the Park, qui contient un CD sur lequel les enfants peuvent lire et rapper avec lui. Ce projet met en vedette une Lady Gaga alors inconnue sur les chansons World Family Tree et The Fountain Of Truth.
Le 12 mars 2007, Melle Mel and The Furious Five deviennent le premier groupe hip-hop intronisé au Rock and Roll Hall of Fame.
En 2014, Melle Mel et Scorpio exécutent une tournée à travers les États-Unis et l'Europe en tant que « Grandmaster's Furious Five ft. Melle and Scorpio » qui conduit à l'écriture et l'enregistrement de nouveaux morceaux. Le premier single Some Kind of Sorry sort en 2016, pour coïncider avec une tournée européenne qu'ils entreprennent aux côtés de The Sugarhill Gang.

## Discographie

### Albums studio
- 1982 : The Message
- 1984 : Grandmaster Melle Mel and the Furious Five
- 1985 : Stepping Off
- 1988 : On the Strength
- 1989 : Piano
- 1997 : Right Now
- 2001 : On Lock
- 2006 : The Portal In The Park
- 2007 : Muscles
- 2009 : Hip Hop Anniversary Europe Tour

### Singles
- 1979 : We Rap More Mellow  – (sous The Younger Generation)[6]
- 1979 : Flash to the Beat – (sous Flash and the Furious 5)[7]
- 1979 : Superrappin' – (sous Grandmaster Flash and the Furious Five)[8],[9]
- 1980 : Freedom – (sous Grandmaster Flash and the Furious Five)[10]
- 1980 : The Birthday Party – (sous Grandmaster Flash and the Furious Five)[11]
- 1981 : Showdown – (sous The Furious Five Meets The Sugarhill Gang)[12]
- 1981 : It's Nasty (Genius of Love) – (sous Grandmaster Flash and the Furious Five)[13]
- 1981 Scorpio – (sous Grandmaster Flash and the Furious Five)[14]
- 1981 : The Adventures of Grandmaster Flash on the Wheels of Steel – (sous Grandmaster Flash and the Furious Five)[15]
- 1982 : The Message – (sous Grandmaster Flash and the Furious Five)[16]
- 1982 : Message II (Survival) – (sous Melle Mel & Duke Bootee)[17]
- 1983 New York New York – (sous Grandmaster Flash and the Furious Five)[18]
- 1983 : White Lines (Don't Don't Do It) – (sous Grandmaster and Melle Mel, Grandmaster Flash and the Furious Five et Grandmaster Flash and Melle Mel)[19],[20],[21]
- 1984 : Continuous White Lines – (remix – sous Grandmaster Melle Mel and the Furious Five)[22]
- 1984 : Jesse – (sous Grandmaster Melle Mel)[23]
- 1984 : Beat Street Breakdown aka Beat Street – (sous Grandmaster Melle Mel and the Furious Five)[24],[25]
- 1984 : Step Off – (sous Grandmaster Melle Mel and the Furious Five)[26]
- 1984 We Don't Work for Free – (sous Grandmaster Melle Mel and the Furious Five)[27]
- 1984 : World War III – sous Grandmaster Melle Mel and the Furious Five et Grandmaster Melle Mel)[28],[29]
- 1985 : King Of the Streets – (sous Grandmaster Melle Mel)[30]
- 1985 : Pump Me Up – (sous Grandmaster Melle Mel and the Furious Five)[31]
- 1985 : Vice – (sous Grandmaster Melle Mel)[29]
- 1985 : The Mega-Melle Mix – (sous Melle Mel)[32]
- 1988 : Gold – (sous Grandmaster Flash and the Furious Five)[33]
- 1988 : Magic Carpet Ride – (sous Grandmaster Flash and the Furious Five)[34],[35]
- 1994 : Sun Don't Shine in the Hood – (single avec Da Original sous The Furious Five)[36]
- 1995 : The Message '95 – (remix – sous Grandmaster Flash and the Furious Five[37],[38]
- 1997 : The Message – (remix – sous Grandmaster Flash and the Furious Five)[39],[40]
- 1997 : Mama – (sous Grandmaster Mele-Mel & Scorpio)[41],[42]
- 1997 Mr. Big Stuff – (sous Grandmaster Mele-Mel & Scorpio)[43]
- 2003 : Where Ya At? – (sous Melle Mel)[44]
- 2007 : M-3 – (sous Grandmaster Mele Mel)[45]
- 2011 : Markus Schulz presents Dakota feat. Grandmaster Mele Mel & Scorpio – Sleepwalkers

## Filmographie
- 1993 : Who's the Man? de Ted Demme : Delroy